# Crambione
Crambione Maas, 1903 è un genere di meduse appartenente alla famiglia Catostylidae.

## Tassonomia
Comprende le seguenti specie:
- Crambione bartschi (Mayer, 1910)
- Crambione cookii (Mayer, 1910) (nomen dubium)
- Crambione mastigophora Maas, 1903